# 法人ノ役員処罰ニ関スル法律
法人ノ役員処罰ニ関スル法律（ほうじんのやくいんしょばつにかんするほうりつ、大正4年法律第18号）は、法人の役員等による法人を消滅させる行為の規制に関する日本の法律である。
1915年（大正4年）6月21日に公布され、同年7月1日より施行されている。

## 条文
（法人の業務を執行する社員、取締役、会計参与、執行役、理事、監査役または監事であって、刑事訴追又は刑の執行を免れさせるために、合併その他の方法によって、法人を消滅させた者は、5年以下の拘禁刑に処する。）
刑事訴訟法上、判決確定後に法人が合併によって消滅したときは、合併後の存続法人に対して裁判を執行することができるが（同法492条）、合併後の存続法人は刑事被告人としての適格性を有しないものと解されている。また、合併以外の事由で法人が消滅し、特に解散によって清算結了してしまった場合など、もはや裁判の執行をしても意味がなくなる場合がありうる。この法律は、このようなケースに対する法的な手当てとされている。

## 構成要件

### 行為主体
消滅法人内にいた、条文上列挙された役員を対象とする、真正身分犯である（刑法第65条第1項）。したがって、これ以外の者（会計監査人や単なる使用人を含む）が加功した場合は、（共同正犯を含む）共犯として処罰されうる。

### 行為
法人を消滅させるすべての行為が処罰対象である。「合併」は例示に過ぎず、例えば社員総会決議などで法人を解散させる行為も含む。

### 主観的要件
消滅すべき法人に対し、刑事訴追又は刑の執行を免れさせる目的を有することが必要（目的犯）。法人の性質上、科される刑は財産刑（罰金・科料または没収）のみであるため、これらの刑罰を逃れさせることに限られる。したがって、民事責任や、課徴金・過料などの行政責任を免れさせる（または執行を困難とさせる）ための行為は対象外である（ただし、強制執行妨害罪にあたる場合はそちらで処罰されることもある）。